# Traditionelle japanische Kleidung
Dieser Artikel befasst sich mit der traditionellen japanischen Kleidung (jap. 和服 Wafuku), die seit Jahrhunderten überliefert ist. Der Gegensatz dazu wird als „westliche Kleidung“ (洋服 Yōfuku) bezeichnet.

## Traditionelle Oberbekleidung

### Jimbei

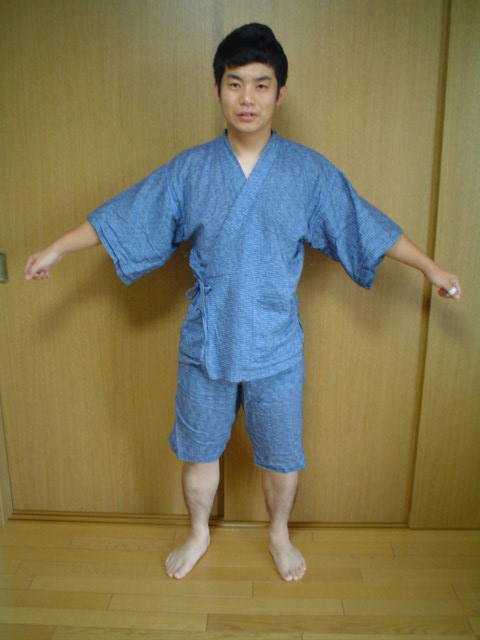
Japaner mit Jimbei

Jimbei (甚兵衛 oder 甚平) ist ein traditionelles japanisches Kleidungsstück, welches hauptsächlich von Männern und Kindern im Sommer getragen wird. Jimbei-Garnituren bestehen aus einem Oberteil und einer dazugehörigen kurzen Hose.
Ein traditionelles Jimbei wird aus Hanf oder Baumwolle hergestellt und in einer einheitlichen Farbe, meist Blau oder Grün, gefärbt. Das Oberteil ähnelt einer ärmellosen bzw. kurzärmeligen Jacke, die bis zu den Hüften reicht. Es wird entweder in oder über der Hose getragen. Traditionelle Jimbei werden häufig von Männern als Yukata-Ersatz auf Sommerfesten getragen.
Heutzutage findet das Jimbei häufig Verwendung als Schlafanzug. Moderne Jimbei werden aus vielerlei Stoffen hergestellt und auch mit Mustern bedruckt. Diese Art von Jimbei umfasst eine kürzere Jacke, die an der Taille dehnbar ist.

### Jūnihitoe

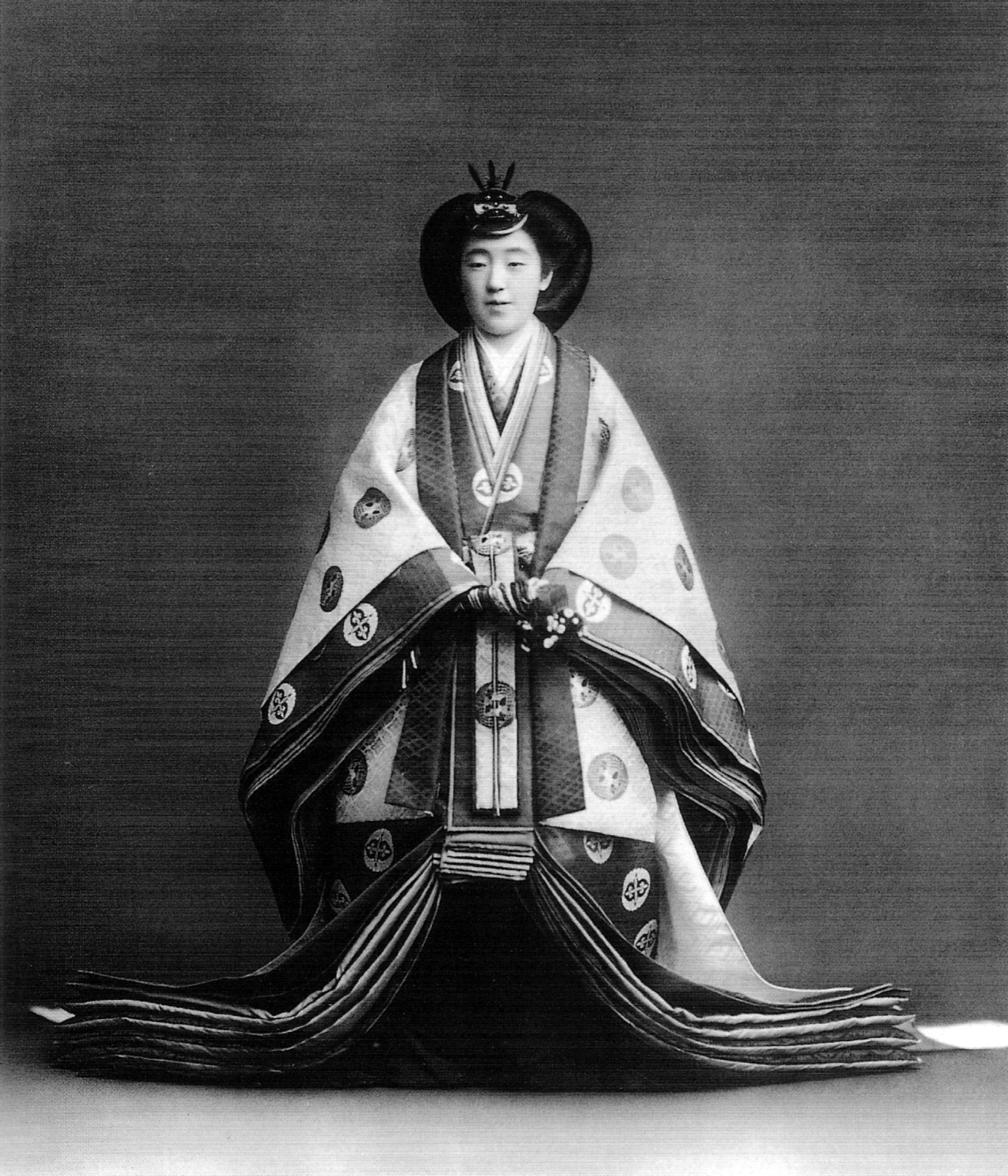
Kaiserin Kōjun mit einem Jūnihitoe während ihrer Krönungszeremonie 1926

Der Jūnihitoe (十二単) ist ein in besonderem Maße eleganter und komplizierter Kimono, welcher nur von Damen des japanischen Kaiserhauses getragen wurde. Wörtlich übersetzt bedeutet Jūnihitoe „zwölfschichtige Robe“.
Der Jūnihitoe tauchte das erste Mal im 10. Jahrhundert während der Heian-Zeit auf. Die verschiedenen Schichten des Kleides sind aus Seide. Die innerste Schicht besteht aus weißer Seide, gefolgt von anderen Schichten, welche verschiedene Namen haben und letztendlich durch eine abschließende Schicht bzw. einen Mantel bedeckt werden. Das Gesamtgewicht kann bis zu 20 kg betragen.
Die Farben und die Zusammenstellung der einzelnen Schichten sind sehr wichtig. Außerdem haben die Farben poetische Namen, wie zum Beispiel „purpurrote Pflaume des Frühlings“. Die einzigen Stellen, an denen die verschiedenen Stoffschichten für den Betrachter sichtbar werden, sind am Kragen, an den Ärmeln und manchmal auch am unteren Ende des Kleides. Die Komposition und die Farben der verschiedenen Stoffschichten sind gute Hinweisgeber für Außenstehende, denn sie verraten, welchen Geschmack und welchen Rang die Dame hat.
Heute kann das Jūnihitoe nur noch in Museen oder Filmen betrachtet werden, denn es wird schon seit langem nicht mehr hergestellt.
Diese Roben gelten als unbezahlbar und gehören zu den teuersten Kleidungsstücken in Japan. Nur noch das japanische Kaiserhaus benutzt die Jūnihitoe für besondere Anlässe. Während der Hochzeit von Prinzessin Masako mit dem Kronprinzen Naruhito hatte Masako ebenfalls einen Jūnihitoe getragen.
Zudem fand die Jūnihitoe auch von Kaiserin Michiko während der Inthronisation von Kaiser Akihito im Jahre 1990 Verwendung. Ihre Hofdamen trugen allesamt auch die Jūnihitoe, jedoch in veränderter Form der Edo-Zeit, nicht im Heian-Stil.

### Kimono

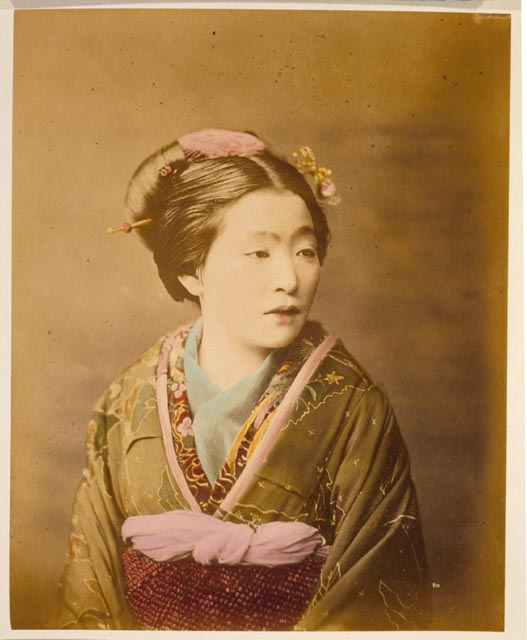
Japanerin mit Kimono, ca. 1870

Kimono ist ein traditionelles japanisches kaftanartiges Kleidungsstück, welches durch einen breiten Gürtel (Obi) zusammengehalten wird.
Ursprünglich bezog sich das Wort Kimono auf alle Arten von Kleidungsstücken.
Der heutige Kimono nahm in der Heian-Zeit (794–1192) Gestalt an. Seitdem blieb die grundlegende Form des Kimono sowohl für Männer als auch Frauen weitgehend unverändert. Eine T-förmige, geradlinige Robe, die bis zu den Knöcheln reicht, ein Kragen sowie weite Ärmel. Wenn man die Arme waagerecht von sich streckt, fallen die Ärmel vom Handgelenk bis etwa zur Hüfte (bei einigen Stilen können die Ärmel sogar fast den Boden berühren). Die Robe ist um den Körper gewickelt, immer mit der linken Seite über die rechte. Zusammengehalten wird der Kimono von einem schärpenartigen Gürtel, dem Obi. Er wird am Rücken geknotet.
Die Kimono für Frauen sind im Wesentlichen von einer Größe. Sie werden geklemmt und gefaltet, um dem individuellen Körperbau gerecht zu werden. Heutzutage sind jedoch sowohl Kimono für Männer als auch für Frauen vermehrt in verschiedenen Größen verfügbar. Sehr große oder schwer gebaute Menschen (beispielsweise Sumoringer) benötigen einen speziell zugeschnittenen Kimono.
In der Vergangenheit wurden Kimono komplett auseinandergenommen, damit man sie in Einzelteilen waschen konnte. Danach wurden die Teile wieder zusammengenäht. Moderne Waschmethoden und Stoffe haben dieses Vorgehen jedoch weitgehend überflüssig gemacht. Manchmal bringt man zur Lagerung mit weiten und lockeren Stichen rund um einen gefalteten Kimono eine Heftnaht an. Dies verhindert das Entstehen von Falten oder eine Zerknitterung und hält gleichzeitig die verschiedenen Schichten des Kimono zusammen.
Mit der Zeit gab es viele Variationen in Farbe, Stoff und Stil, ebenfalls in den Accessoires wie dem Obi.

### Hakama

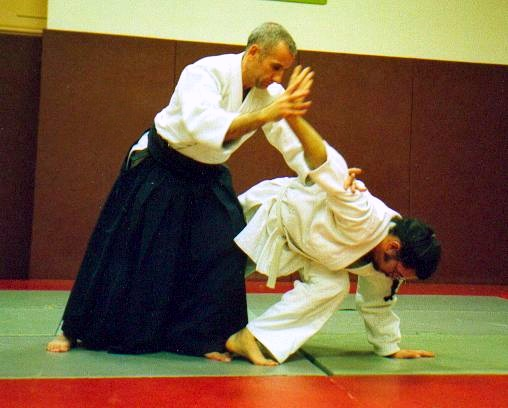
Der Aikidōka links im Bild trägt ein Hakama

Der oder das Hakama ist Teil der traditionellen japanischen Oberbekleidung. Es ist ein um 1600 entwickeltes Beinkleid, das über dem Keiko-Gi getragen wird und in zwei Varianten anzutreffen ist: mit geteilten Beinen wie ein Hosenrock, oder ohne Teilung wie ein Rock, und wird heute gleichermaßen von Frauen wie Männern getragen.
Seinen Ursprung hat das Hakama als Beinschutz berittener Samurai der Edo-Periode gegen Sträucher und Gestrüpp. Bis zum Zweiten Weltkrieg war es durchaus normal, in der Öffentlichkeit Männern in Hakama und Haori zu begegnen. Danach wählten immer mehr Japaner westliche Kleidung für den Alltag. Heutzutage wird das Hakama fast ausschließlich als formale Bekleidung bei Zeremonien und Schreinbesuchen, beim traditionellen japanischen Tanz und von Künstlern (überwiegend ohne Beinteilung) sowie in verschiedenen Kampfkünsten (z. B. Aikido, Iaido, Kyūdō oder Kendo) (mit Beinteilung) getragen.
In Kampfkunstkreisen werden die sieben Falten des Hakama gerne mit den sieben Tugenden der Samurai assoziiert.

### Yukata
Ein Yukata ist ein traditionelles japanisches Kleidungsstück aus Baumwolle. Es dient vor allem als unkomplizierte, leichtere und alltäglichere Variante der Kimonos, weil es einfacher zu binden und preiswerter ist. Ein Yukata wird nach dem Baden in japanischen Hotels oder zu Sommerfesten, wie Feuerwerkfestivals, angezogen. Häufig wird der Yukata auch als Schlafanzug benutzt.

### Obi (Gürtel)
Obi ist der Gürtel, z. B. auch des Kimono.

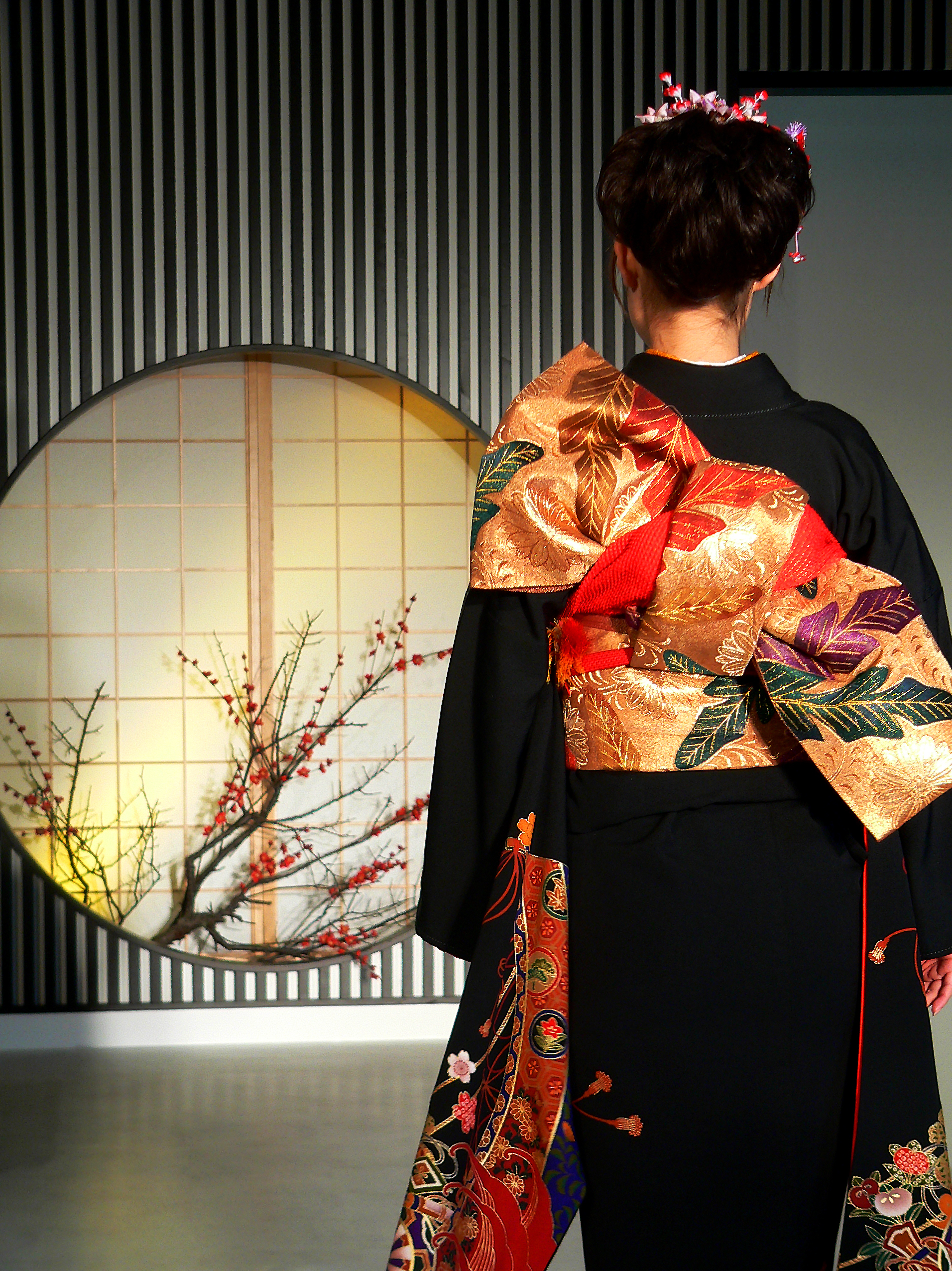
Obi-Rückseite mit Schleife

Im japanischen Kampfsport gehört er zu jedem Keikogi (Sportkleidung für Budō-Sportarten) und dient meist funktional zum Zusammenhalten des Uwagi (Anzugjacke) und zum Halten des Hakama. Im Iaidō und im Kenjutsu dient er auch zum Tragen des Schwerts in der Scheide. Außerdem zeigt er in vielen Budō-Sportarten den Fortschrittsgrad eines Kämpfers an.

### Samue
Der Samue (作務衣) ist die Arbeitskleidung der japanischen buddhistischen Mönche und Nonnen, die bei der Samu-Praxis getragen wird. Samue werden von Mönchen der meisten japanischen buddhistischen Traditionen getragen, die meditative Arbeit (Samu) für die Gemeinschaft (Sangha) praktizierten. Heute erfreuen sich Samues als allgemeine Freizeit- und Arbeitskleidung großer Beliebtheit.

## Traditionelle Fußbekleidung

### Tabi (Socken)

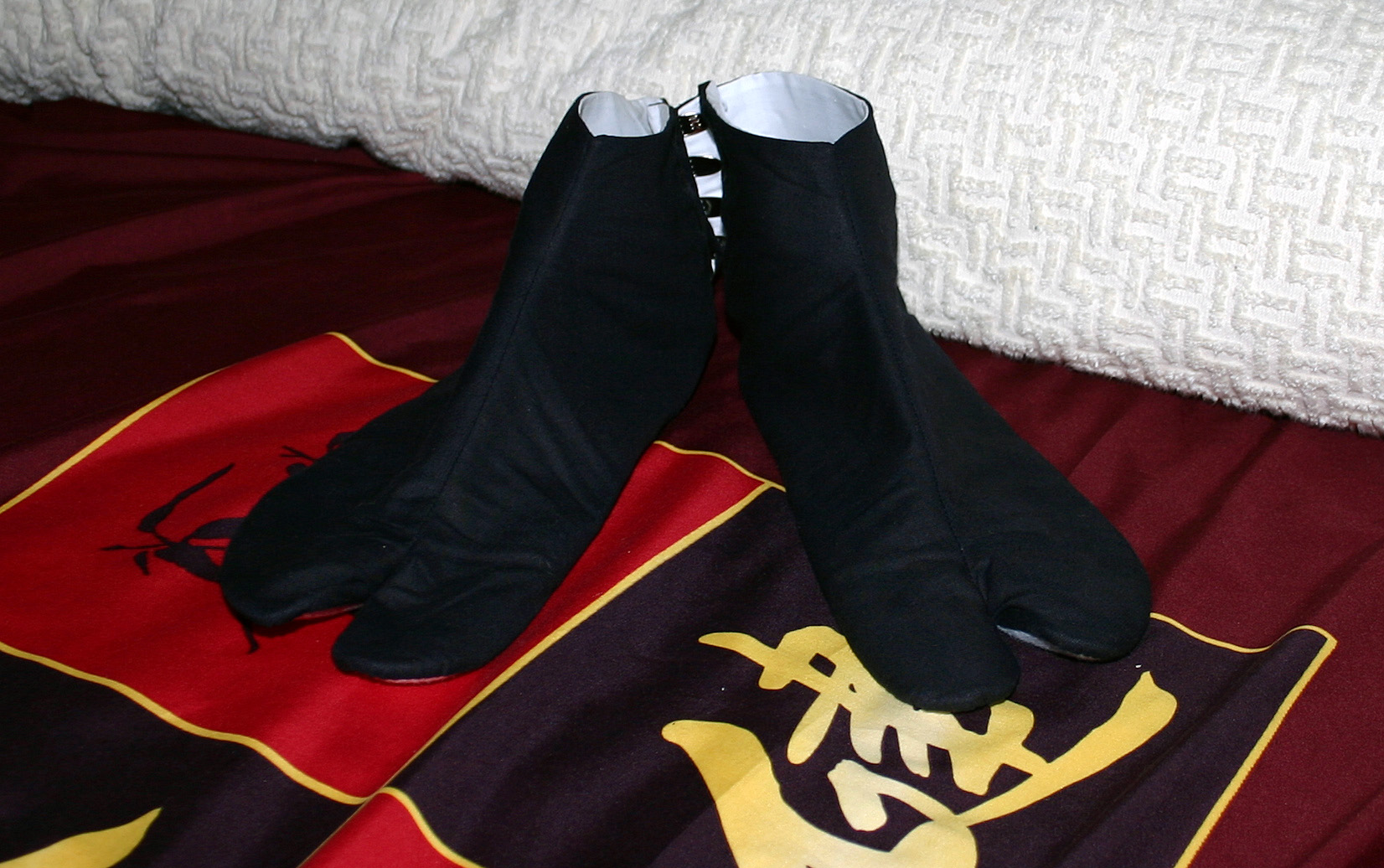
Ein paar schwarzer Tabi.

Tabi sind knöchelhohe Socken mit abgeteiltem großem Zeh.
Sie werden üblicherweise zu Zōri oder Geta getragen. Üblich sind weiße Tabi; Männer tragen aber auch gelegentlich schwarze oder dunkelblaue. Es gibt auch gemusterte und farbige Tabi. Diese sind allerdings selten. Es gibt heute auch Stretch-Versionen, die besonders eng am Fuß anliegen, was in Japan als ästhetisch angesehen wird.
Es gibt auch eine verstärkte Version der Tabi (地下足袋, jika-tabi wörtl. Tabi die den Boden berühren), oft auch mit Gummibeschichtung an der Sohle, die ohne zusätzliche Sandalen oder Schuhe getragen werden. Traditionell wird diese Art Tabi zum Beispiel von Bauarbeitern, Schreinern, Bauern oder Gärtnern getragen, da sie besseren Halt als Zori gewähren.

### Zōri (Sandale)

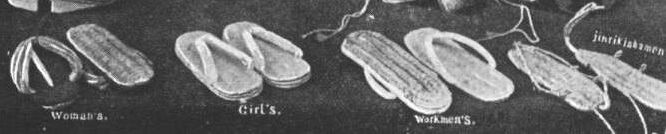
Stroh-Zōri des 19. Jahrhunderts

Zōri sind traditionelle japanische Sandalen. Sie bestehen aus einer Sohle und zwei Riemen, die zwischen dem großen und dem zweiten Zeh hindurchlaufen. Deshalb werden zu Zōri Socken mit abgeteiltem Zeh getragen, die Tabi.
Es gibt aus Reisstroh geflochtene, einfache bis grobe Zōri, die früher bei der alltäglichen Arbeit getragen wurden, sowie eine eher auf elegante Wirkung bedachte Variante mit schmaler, hoher und mit Stoff (heute oft meist Plastik) bezogener Sohle, die nur von Frauen getragen wird.
Heute werden Zōri nur noch zu traditioneller Kleidung getragen, z. B. zu Festen oder im Budō.

### Geta (Schuhe)

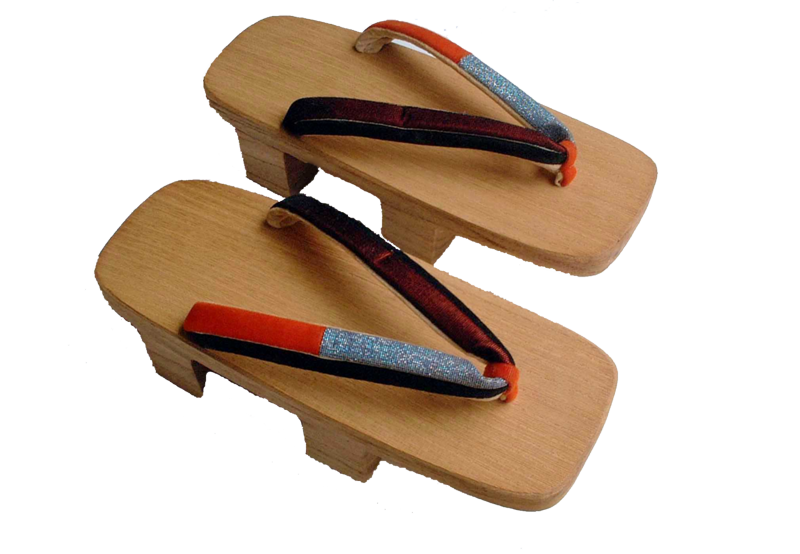
Geta von oben

Geta bezeichnet japanische Holzschuhe die zusammen mit traditioneller Kleidung wie zum Beispiel dem Kimono getragen werden. Typisch für Geta sind die hohen Sohlen, die in der japanischen Kultur, welche schon immer Reinlichkeit als hohe Tugend ansah, in früherer Zeit den Fuß auf Distanz zum Unrat auf der Straße hielten.

### Waraji
Waraji sind japanische Sandalen, die aus verschiedenen dauerhaften Pflanzenfasern gefertigt werden (Hanf, Stängel von Myōga – eine Ingwer-Art, Zingiber mioga), Palmfasern, Baumwollschnüre, Reisstroh u. a.) Im alten Japan waren sie die Fußbekleidung der einfachen Leute. Im Laufe der Gekokujō-Periode, die von Bauernaufständen geprägt war, wurde das Tragen von Waraji auch unter Samurai populärer – im gleichen Maße, wie sich auch der Kampf zu Fuß durchsetzte. Heutzutage werden sie in erster Linie von traditionell orientierten buddhistischen Mönchen getragen.
Traditionell tragen sie die Japaner mit vorn überstehenden Zehen, d. h. nach europäischen Maßstäben zu kurz.
Die Waraji werden je nach Zweck auf verschiedene Art (zum Beispiel nakachi-nuki, yotsu-chigake und takano-gake) gebunden. Ein Mönch bindet sie also anders, als ein Bauer oder ein Soldat oder ein Städter.